# حب الكويكب
حب الكويكب (بالإنجليزية: Asteroid in Love)‏ هي سلسلة مانغا يابانية نشرت في يناير 2017 وتم جمعها في 4 تانكوبون وحولت لمسلسل أنمي من إنتاج دوغا كوبو عرض في 3 يناير 2020 حتى 27 مارس 2020.